# トバエ

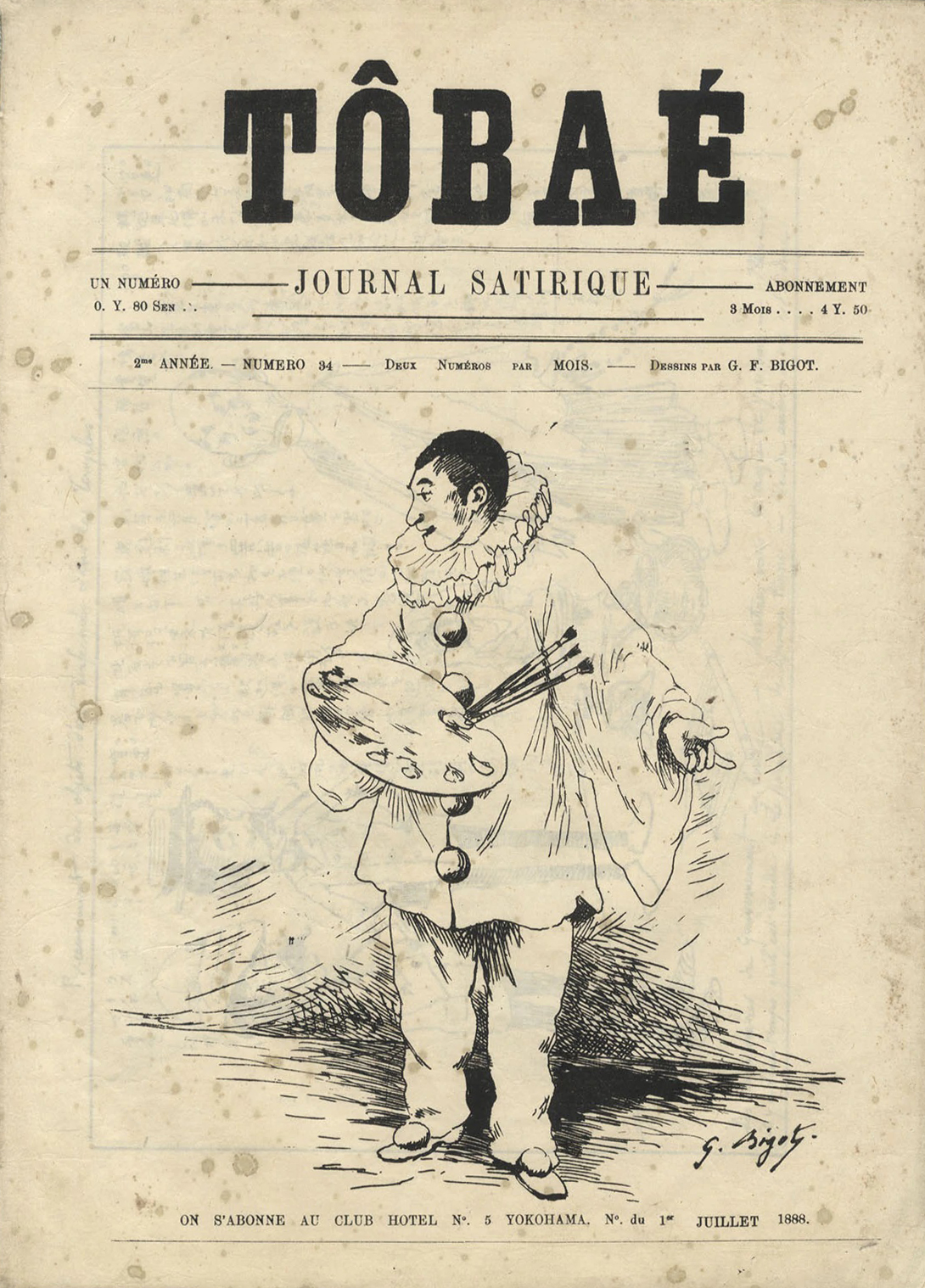
『トバエ』の表紙。ピエロ姿の人物はビゴーが自らを戯画化したものである。

トバエ（フランス語原題 "TÔBAÉ - journal satirique"） は、 フランス人画家ジョルジュ・ビゴーが横浜居留地で発行した風刺雑誌。

## 経緯

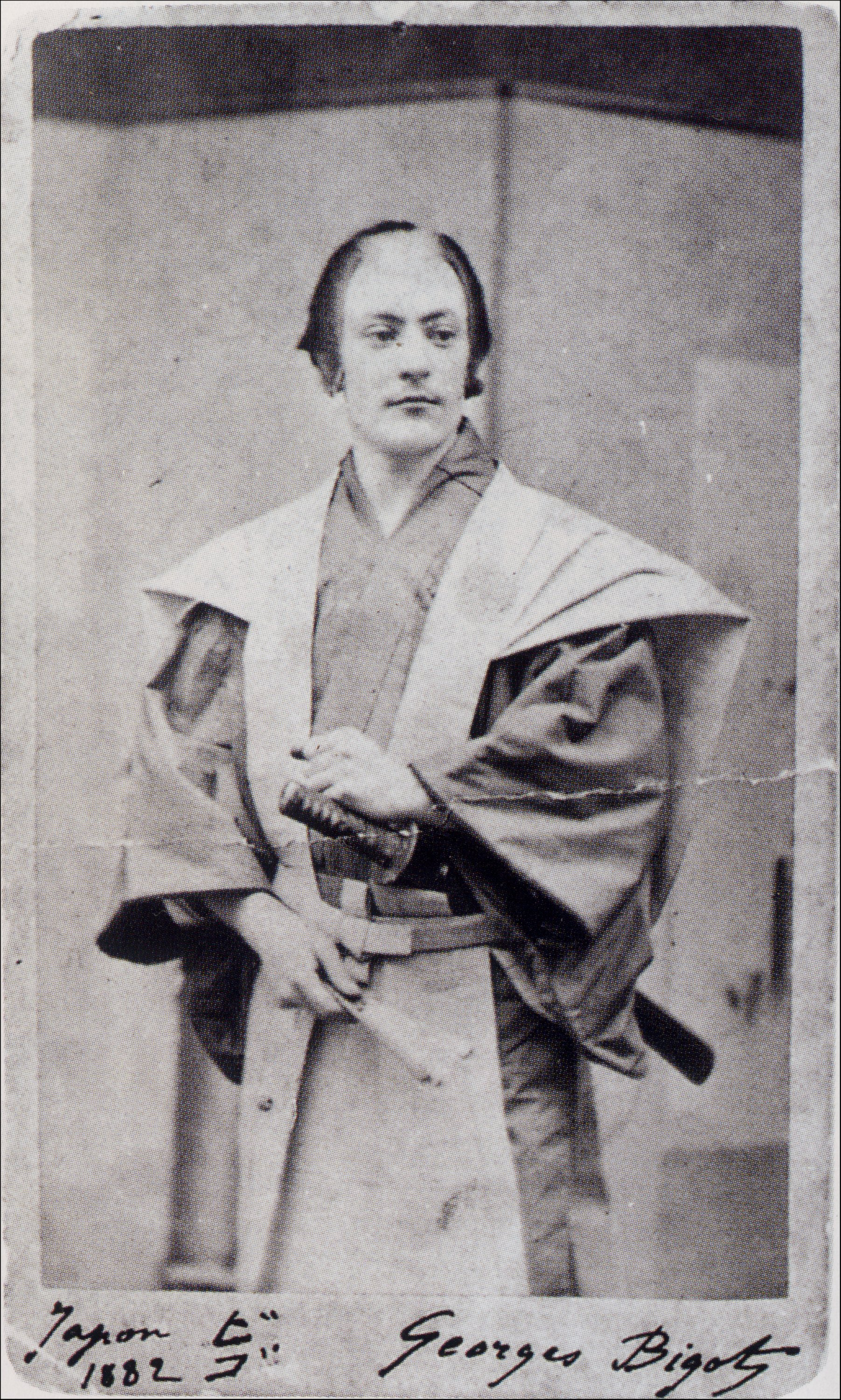
1882年のビゴー（横浜にて）

1887年（明治20年）2月15日創刊、1889年（明治22年）12月15日停刊。一部80銭、石版刷、毎月2回発行で全70号発刊された。ただし、これは第2次『トバエ』と呼ばれるもので、1884年12月に第1次の『トバエ』（フランス語原題 "TOBAYE"）が発行されている。しかしこれは創刊号だけで廃刊になってしまった。第2次と異なるのは、色刷りページがあること、日本語の説明文がないこと、政治的風刺がまだないことである。この当時のビゴーは陸軍士官学校の画学教師の契約が同年10月で切れ、居留地の外国人向けに絵を売る生活を始めたばかりであった。この廃刊は当時のビゴーの経済状況が関係しているとみられる。その後、1886年にイギリスやフランスの新聞から報道画家の職を得たことでビゴーは経済的に安定し、再び本誌を発行する。
「トバエ」は居留地に住む在留外国人を主な読者としていた。風刺雑誌とはいうものの、いわゆる記事に当る部分のない、全ページ風刺漫画の7葉のみの印刷物である。フランス語と日本語での説明はすべて絵の中に手書きされている。日本語による説明の戯作風文体からみて日本人の協力者（中江兆民とその弟子たち）がいたことが推察されている。主な内容は、「現代日本」と見出しのある明治風俗（たとえば鹿鳴館での表層的な欧化風俗など）を描いたものと、「時事」と見出しのある明治20年代初頭の政治風刺（ことに条約改正や保安条例に関わる）である。想定された読者が外国人であったにもかかわらず日本語の説明文が付されたのは、本誌を日本の新聞社や雑誌社に送付し、ジャーナリストに影響を与えようとしたためであった。ビゴーは、居留地の外国人が条約改正が時期尚早だという立場を取っていたことから、そうした読者の興味を引くため、痛烈な日本に対する風刺をおこなった。この「条約改正尚早論」はビゴーも抱いていたものである。中江兆民とその門弟は、自由民権運動の立場から政府批判の一環として協力した。
清水勲は、ビゴーが『トバエ』で主張したことについて、
1. 条約改正は時期尚早である。
2. 明治政府は国民の反対を押さえて条約改正を強行しようとしている。
3. 日本の近代化にはまだ時間がかかる。

の3点、および、日本のドイツ化を阻止してフランスの国策を広めようとする目的意識をもっていたことなども指摘している。
『トバエ』はワーグマンの『ジャパン・パンチ』の不調のあと、取って代わるように出て来たが、すぐに売れ行きは落ちてゆく。1889年に大日本帝国憲法が発布されて自由民権運動が終息したことで、条約改正を除くと日本の政治に対する風刺はほとんどなくなり、居留地の人々の生活を主体とした編集に変わっていった。その後のビゴーの風刺精神は、『日本人の生活』『ポタン・ド・ヨコ』『ル・ポタン』といった短命な雑誌に形を変えて続いてゆくことになった。

## ギャラリー

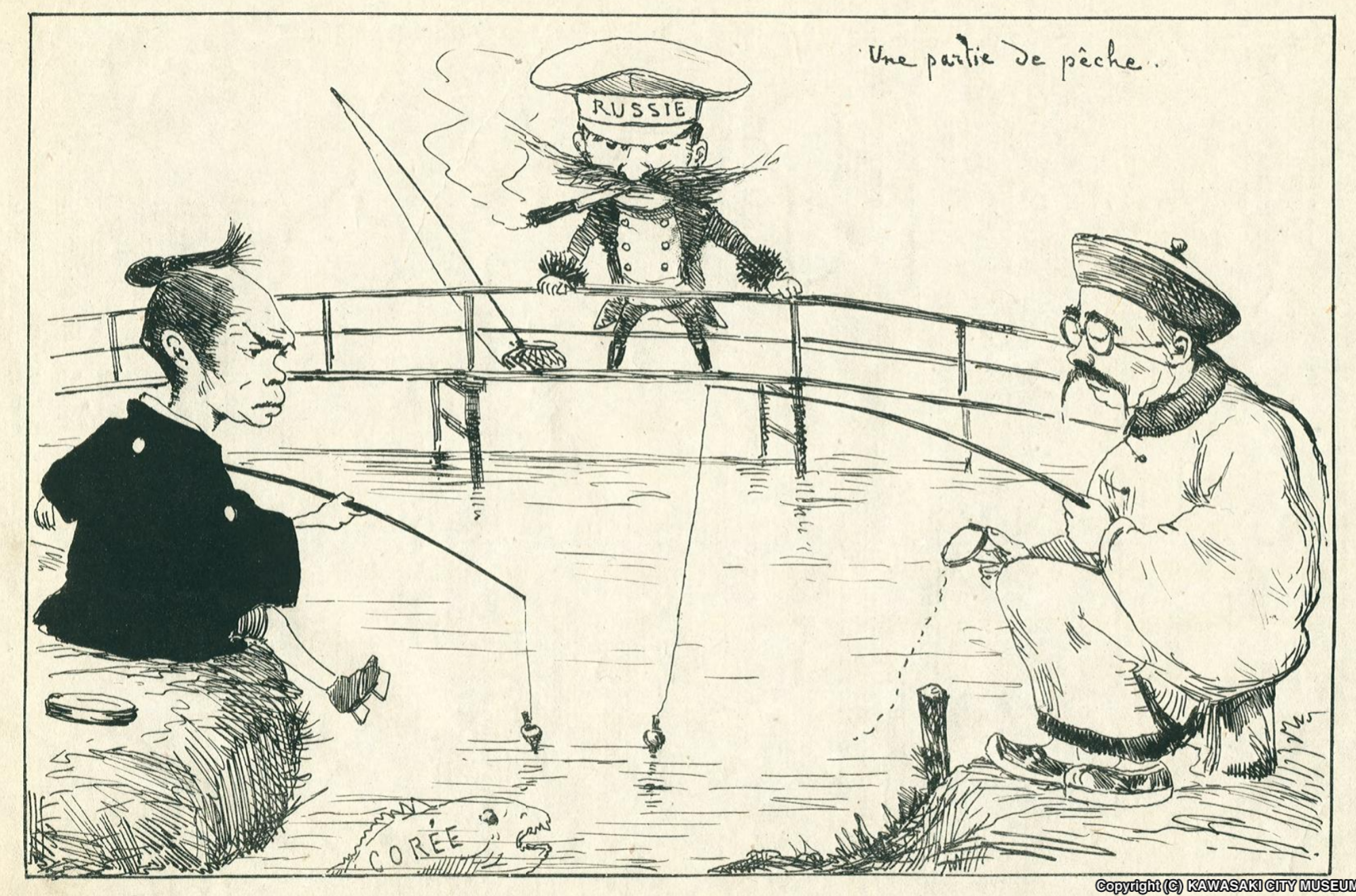
「魚釣り遊び（うおつりあそび）」(Une partie de pêche) 『トバエ』1号（1887年2月15日） 魚（朝鮮）を釣り上げようとする日本と中国（清）、横どりをたくらむロシア。
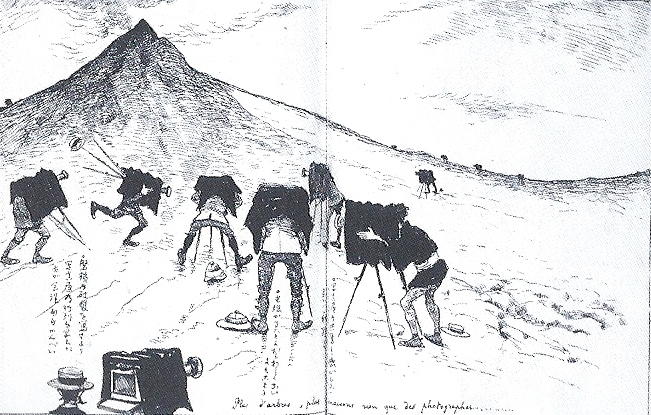
『トバエ』36号に掲載された磐梯山噴火に関する風刺画『磐梯山破裂之図』。「磐梯の破裂を写すより写真屋の行列を写した方が余程面白かんべい」との文を添え、現地に押し掛ける写真屋の姿を皮肉っている。
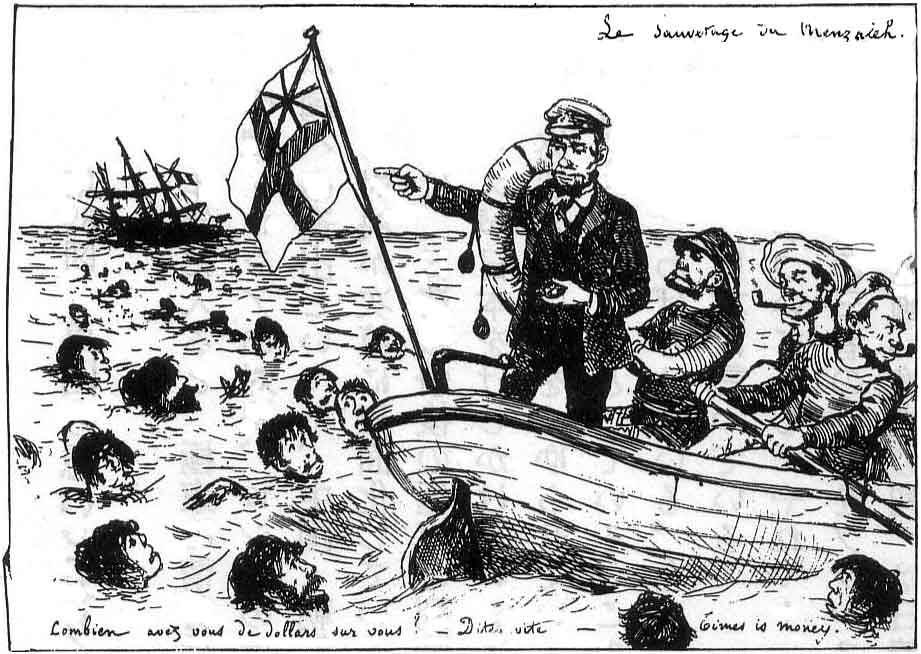
ノルマントン号事件を扱った風刺画。1887年に上海沖で遭難したフランス郵便船の沈没（メンザレ号遭難事件）を、ノルマントン号の乗組員の行動と比較している。『トバエ』に掲載（1887年）。